# Municipio de Martinsville
El municipio de Martinsville (en inglés: Martinsville Township) es un municipio ubicado en el condado de Clark en el estado estadounidense de Illinois. En el año 2010 tenía una población de 1602 habitantes y una densidad poblacional de 14,79 personas por km².

## Geografía
El municipio de Martinsville se encuentra ubicado en las coordenadas 39°19′8″N 87°51′12″O / 39.31889, -87.85333. Según la Oficina del Censo de los Estados Unidos, el municipio tiene una superficie total de 108.31 km², de la cual 107,93 km² corresponden a tierra firme y (0,35 %) 0,38 km² es agua.

## Demografía
Según el censo de 2010, había 1602 personas residiendo en el municipio de Martinsville. La densidad de población era de 14,79 hab./km². De los 1602 habitantes, el municipio de Martinsville estaba compuesto por el 97,88 % blancos, el 0,44 % eran afroamericanos, el 0,31 % eran amerindios, el 0,12 % eran asiáticos, el 0,06 % eran isleños del Pacífico y el 1,19 % eran de una mezcla de razas. Del total de la población el 0,75 % eran hispanos o latinos de cualquier raza.